# Benjamin Eriksson
Benjamin Stefan Eriksson, född 14 december 1995, är en svensk fotbollsspelare.
Erikssons moderklubb är Sandareds IF, där han spelade i sex år. Därefter gick han som junior till IF Elfsborg. Som 16-åring gick han till Gais. Efter säsongen 2014 lämnade han klubben.